# Netto Houz
Netto Houz oder Netto ist ein seit 1994 bestehendes Berliner House-Projekt der Musiker und DJs Ralf Zimmermann und Markus Wegner. Netto Houz erschien vor allem auf dem L’age d’or-Unterlabel Ladomat 2000 und gehörte zu dessen ersten Veröffentlichungen.

## Musik
Netto Houz war zuerst stark vom Track- und Ghetto-House-Stil von Chicagoer Labels wie Relief oder Dance Mania beeinflusst. Später trat die Auseinandersetzung mit Deep House und dessen Wurzeln in Disco und Soul in den Vordergrund.
Aufgrund ihres 1998 erschienenen Albums Room 7107 werden Netto Houz als Vorreiter einer in den späten 1990er Jahren in Deutschland einsetzenden Welle von minimalistischen Deep-House-Produktionen gesehen.

## Andere Beteiligung
Ralf Zimmermann war Gründungsmitglied der Elektro-Pop-Formation Milch.
In der zweiten Hälfte der 90er Jahre arbeitete Markus Wegner als Studio- und Tour-Musiker mit Andreas Dorau zusammen.

## Diskographie

### Album
- Netto Houz: Room 7107. Ladomat 2000, 1998 (Lado 2072-1/2, CD/DLP).

### Singles
- Netto: Elektro Funk. Ladomat 2000, 1995 (Lado 2010, 12").
- Netto: The World of Netto. Ladomat 2000, 1995 (Lado 2021, 12”).
- Netto: Fan of Underground. Ladomat 2000, 1996 (Lado 2043, 12”).
- Netto Houz: (feat. Elbee Bad): Bad Man Speaks (extended version) / Knuggles. Knuggles Recordings, 2011 (KNR 001, 12").
- Netto Houz / Moire Patterns: 7107 Music (original 12" mix) / The Roots Anthems 001. Knuggles Recordings, 2011 (KNR 002, 12").
- Netto Houz: Noctambulism / Rossi's Records. Knuggles Recordings, 2012 (KNR005, 12").
- Netto Houz: Fingertalk / Franz' Theme, Feels So Good Inside. Knuggles Recordings, 2014 (KNR008, 12").
- Netto Houz: Rising 2016. Knuggles Recordings, 2016 (KNR010, 12").